# Малофієвка
Малофі́євка (рос. Малофеевка) — присілок у складі Омутнінського району Кіровської області, Росія. Входить до складу Ліснополянського сільського поселення.
Населення становить 1 особа (2010, 3 у 2002).
Національний склад станом на 2002 рік — росіяни 100 %.